# Сиудад Идалго (Сучијате)
Сиудад Идалго (шп. Ciudad Hidalgo) насеље је у Мексику у савезној држави Чијапас у општини Сучијате. Насеље се налази на надморској висини од 20 м.

## Становништво
Према подацима из 2010. године у насељу је живело 14606 становника.

### Хронологија
| Година       | 2000                | 2005                | 2010                |
| ------------ | ------------------- | ------------------- | ------------------- |
| Становништво | 12678 (6070 / 6608) | 14437 (6901 / 7536) | 14606 (6932 / 7674) |

### Попис
| \| \| м \| \| \| ж \| \| 0—2 \| 493 \| \| \| 512 \| \| 3—5 \| 519 \| \| \| 472 \| \| 6—11 \| 967 \| \| \| 933 \| \| 12—14 \| 506 \| \| \| 458 \| \| 15—17 \| 506 \| \| \| 547 \| \| 18—24 \| 871 \| \| \| 1.097 \| \| 60+ \| 477 \| \| \| 563 \| \| Просек : \| 26,2 \| \| \| 27,6 \| |      |  |  |       |
| |      |  |  |       |
| | м    |  |  | ж     |
| 0—2 | 493  |  |  | 512   |
| 3—5 | 519  |  |  | 472   |
| 6—11 | 967  |  |  | 933   |
| 12—14 | 506  |  |  | 458   |
| 15—17 | 506  |  |  | 547   |
| 18—24 | 871  |  |  | 1.097 |
| 60+ | 477  |  |  | 563   |
| Просек : | 26,2 |  |  | 27,6  |

| #   | Индикатор                                                                                        | Вредност |
| --- | ------------------------------------------------------------------------------------------------ | -------- |
| 1   | Становништво од 0 до 2 године                                                                    | 1005     |
| 2   | Мушко становништво од 0 до 2 године                                                              | 493      |
| 3   | Женско становништво од 0 до 2 године                                                             | 512      |
| 4   | Становништво са 3 и више година                                                                  | 13598    |
| 5   | Мушко становништво са 3 и више година                                                            | 6437     |
| 6   | Женско становништво са 3 и више година                                                           | 7161     |
| 7   | Становништво са 5 и више година                                                                  | 12971    |
| 8   | Мушко становништво са 5 и више година                                                            | 6097     |
| 9   | Женско становништво са 5 и више година                                                           | 6874     |
| 10  | Становништво са 12 и више година                                                                 | 10707    |
| 11  | Мушко становништво са 12 и више година                                                           | 4951     |
| 12  | Женско становништво са 12 и више година                                                          | 5756     |
| 13  | Становништво са 15 и више година                                                                 | 9743     |
| 14  | Мушко становништво са 15 и више година                                                           | 4445     |
| 15  | Женско становништво са 15 и више година                                                          | 5298     |
| 16  | Становништво са 18 и више година                                                                 | 8690     |
| 17  | Мушко становништво са 18 и више година                                                           | 3939     |
| 18  | Женско становништво са 18 и више година                                                          | 4751     |
| 19  | Становништво од 3 до 5 година                                                                    | 991      |
| 20  | Мушко становништво од 3 до 5 година                                                              | 519      |
| 21  | Женско становништво од 3 до 5 година                                                             | 472      |
| 22  | Становништво од 6 до 11 година                                                                   | 1900     |
| 23  | Мушко становништво од 6 до 11 година                                                             | 967      |
| 24  | Женско становништво од 6 до 11 година                                                            | 933      |
| 25  | Становништво од 8 до 14 година                                                                   | 2204     |
| 26  | Мушко становништво од 8 до 14 година                                                             | 1118     |
| 27  | Женско становништво од 8 до 14 година                                                            | 1086     |
| 28  | Становништво од 12 до 14 година                                                                  | 964      |
| 29  | Мушко становништво од 12 до 14 година                                                            | 506      |
| 30  | Женско становништво од 12 до 14 година                                                           | 458      |
| 31  | Становништво од 15 до 17 година                                                                  | 1053     |
| 32  | Мушко становништво од 15 до 17 година                                                            | 506      |
| 33  | Женско становништво од 15 до 17 година                                                           | 547      |
| 34  | Становништво од 18 до 24 године                                                                  | 1968     |
| 35  | Мушко становништво од 18 до 24 године                                                            | 871      |
| 36  | Женско становништво од 18 до 24 године                                                           | 1097     |
| 37  | Женско становништво од 15 до 49 година                                                           | 4207     |
| 38  | Становништво са 60 и више година                                                                 | 1040     |
| 39  | Мушко становништво са 60 и више година                                                           | 477      |
| 40  | Женско становништво са 60 и више година                                                          | 563      |
| 41  | Однос између мушкараца и жена                                                                    | 90.33    |
| 42  | Становништво од нуле до 14 година                                                                | 4860     |
| 43  | Становништво од 15 до 64 године                                                                  | 9038     |
| 44  | Становништво од 65 година и више                                                                 | 705      |
| 45  | Просечан број деце                                                                               | 2.34     |
| 46  | Становништво рођено у ентитету                                                                   | 12743    |
| 47  | Мушко становништво рођено у ентитету                                                             | 6092     |
| 48  | Женско становништво рођено у ентитету                                                            | 6651     |
| 49  | Становништво рођено у другом ентитету                                                            | 608      |
| 50  | Мушко становништво рођено у другом ентитету                                                      | 335      |
| 51  | Женско становништво рођено у другом ентитету                                                     | 273      |
| 52  | Становништво од 5 година и више резидентно у ентитету у јуну 2005. године                        | 12182    |
| 53  | Мушко становништво старосног доба од 5 година и више, резидентно у ентитету у јуну 2005. године  | 5731     |
| 54  | Женско становништво старосног доба од 5 и више година, резидентно у ентитету у јуну 2005. године | 6451     |
| 55  | Становништво од 5 година и више које је живело у другом ентитету у јуну 2005. године             | 280      |
| 56  | Мушко становништво старије од 5 година које је живело у другом ентитету у јуну 2005. године      | 150      |
| 57  | Женско становништво старије од 5 година које је живело у другом ентитету у јуну 2005. године     | 130      |
| 58  | Становништво од 3 године и више које говори аутохтони језик                                      | 35       |
| 59  | Мушко становништво старо 3 године и више које говори аутохтони језик                             | 22       |
| 60  | Женско становништво старо 3 године и више које говори аутохтони језик                            | 13       |
| 61  | Становништво од 3 године и више које говори аутохтони језик и не говори шпански језик            | 0        |
| 62  | Мушко становништво старо 3 године и више које говори аутохтони језик и не говори шпански         | 0        |
| 63  | Женско становништво старо 3 године и више које говори аутохтони језик и не говори шпански језик  | 0        |
| 64  | Становништво старо 3 године и више које говори аутохтони језик и шпански                         | 27       |
| 65  | Мушко становништво старо 3 године и више које говори аутохтони језик и шпански                   | 19       |
| 66  | Женско становништво старо 3 године и више које говори аутохтони језик и шпански                  | 8        |
| 67  | Становништво од 5 година и више које говори аутохтони језик                                      | 35       |
| 68  | Становништво од 5 година и више које говори аутохтони језик и не говори шпански језик            | 0        |
| 69  | Становништво од 5 година и више које говори аутохтони језик и говори шпански језик               | 27       |
| 70  | Становништво у домородачким домаћинствима                                                        | 90       |
| 71  | Становништво са ограничењима у активностима                                                      | 398      |
| 72  | Становништво са ограниченим ходањем или кретањем, горе или доле                                  | 166      |
| 73  | Становници са ограничењима вида, чак и уз кориштење сочива                                       | 132      |
| 74  | Становништво са ограничењима говора, комуникације или конверзације                               | 48       |
| 75  | Становништво са ограниченим слухом                                                               | 42       |
| 76  | Становништво са ограничењима при одевању, купању или јелу                                        | 7        |
| 77  | Становништво са ограничењима у опажању или учењу једноставних ствари                             | 13       |
| 78  | Становништво са менталним ограничењима                                                           | 45       |
| 79  | Становништво без ограничења активности                                                           | 14138    |
| 80  | Становништво од 3 до 5 година које не похађа школу                                               | 488      |
| 81  | Мушко становништво од 3 до 5 година које не похађа школу                                         | 259      |
| 82  | Женско становништво од 3 до 5 година које не похађа школу                                        | 229      |
| 83  | Становништво од 6 до 11 година које не похађа школу                                              | 186      |
| 84  | Мушко становништво од 6 до 11 година које не похађа школу                                        | 95       |
| 85  | Женско становништво од 6 до 11 година које не похађа школу                                       | 91       |
| 86  | Становништво од 12 до 14 година које не похађа школу                                             | 131      |
| 87  | Мушко становништво од 12 до 14 година које не похађа школу                                       | 64       |
| 88  | Женско становништво од 12 до 14 година које не похађа школу                                      | 67       |
| 89  | Становништво од 15 до 17 година похађа школу                                                     | 709      |
| 90  | Мушко становништво од 15 до 17 година похађа школу                                               | 355      |
| 91  | Женско становништво између 15 и 17 година живота у школи                                         | 354      |
| 92  | Становништво од 18 до 24 године похађа школу                                                     | 436      |
| 93  | Мушко становништво од 18 до 24 године похађа школу                                               | 200      |
| 94  | Женско становништво од 18 до 24 године похађа школу                                              | 236      |
| 95  | Становништво од 8 до 14 година које не може да чита и пише                                       | 163      |
| 96  | Мушко становништво старосног доба од 8 до 14 година које не може да чита и пише                  | 85       |
| 97  | Женско становништво старосног доби од 8 до 14 година које не може да чита и пише                 | 78       |
| 98  | Становништво од 15 година и више које је неписмено                                               | 1115     |
| 99  | Мушко становништво од 15 година и више које је неписмено                                         | 378      |
| 100 | Женско становништво од 15 година и више које је неписмено                                        | 737      |
| 101 | Становништво старо 15 и више година без школовања                                                | 1461     |
| 102 | Мушко становништво старо 15 и више година без школовања                                          | 543      |
| 103 | Женско становништво старо 15 и више година без школовања                                         | 918      |
| 104 | Становништво старосног доба 15 и више година са непотпуним основним образовањем                  | 1388     |
| 105 | Мушко становништво старосног доба од 15 година и више са непотпуном основним образовањем         | 587      |
| 106 | Женско становништво старосног доба 15 и више година са непотпуном основним образовањем           | 801      |
| 107 | Становништво старо 15 и више година са комплетним основним образовањем                           | 1559     |
| 108 | Мушко становништво старо 15 година и више са комплетним основним образовањем                     | 698      |
| 109 | Женско становништво старо 15 и више година са комплетним основним образовањем                    | 861      |
| 110 | Становништво старосног доба 15 и више година са непотпуним средњим образовањем                   | 584      |
| 111 | Мушко становништво старосног доба од 15 година и више са непотпуним средњим образовањем          | 290      |
| 112 | Женско становништво старосног доба од 15 година и више са непотпуним средњим образовањем         | 294      |
| 113 | Становништво старо 15 и више година са пуним секундарном образовањем                             | 1986     |
| 114 | Мушко становништво старосног доба од 15 година и више са пуним секундарном образовањем           | 908      |
| 115 | Женско становништво старосног доба од 15 година и више са пуним секундарном образовањем          | 1078     |
| 116 | Становништво старије од 18 година са постосновним образовањем                                    | 2438     |
| 117 | Мушко становништво старије од 18 година са постосновним образовањем                              | 1273     |
| 118 | Женско становништво старије од 18 година са постосновним образовањем                             | 1165     |
| 119 | Просечна оцена школовања                                                                         | 7.23     |
| 120 | Просечан ниво образовања мушке популације                                                        | 7.71     |
| 121 | Просечан ниво образовања женског становништва                                                    | 6.82     |
| 122 | Економски активно становништво                                                                   | 5339     |
| 123 | Економски активна мушка популација                                                               | 3618     |
| 124 | Економски активна женска популација                                                              | 1721     |
| 125 | Становништво које није економски активно                                                         | 5302     |
| 126 | Мушко становништво које није економски активно                                                   | 1303     |
| 127 | Женско становништво које није економски активно                                                  | 3999     |
| 128 | Запослено становништво                                                                           | 5193     |
| 129 | Запослено мушко становништво                                                                     | 3498     |
| 130 | Запослено женско становништво                                                                    | 1695     |
| 131 | Незапослена популација                                                                           | 146      |
| 132 | Незапослена мушка популација                                                                     | 120      |
| 133 | Незапослена женска популација                                                                    | 26       |
| 134 | Становништво без права на здравствене услуге                                                     | 7467     |
| 135 | Становништво које има право на здравствене услуге                                                | 7106     |
| 136 | Становништво које има право на ИМСС                                                              | 1955     |
| 137 | Становништво које има право на социјално осигурање                                               | 692      |
| 138 | Становништво које има право на државно социјално осигурање                                       | 26       |
| 139 | Становништво које има право на опште осигурање или здравствено осигурање за нову генерацију      | 4290     |
| 140 | Становништво које је било једном или није било у браку током 12 година и више                    | 3616     |
| 141 | Венчано или уједињено становништво од 12 година и више                                           | 5574     |
| 142 | Становништво које је било у браку или уједињено 12 година и више                                 | 1491     |
| 143 | Становништво са католичком религијом                                                             | 6507     |
| 144 | Протестанти, еванђелисти и библијски следбеници различити од еванђелиста                         | 4280     |
| 145 | Становништво са другим религијама различитим од претходних                                       | 3        |
| 146 | Становништво без религије                                                                        | 3752     |
| 147 | Укупно пописаних домаћинства                                                                     | 3672     |
| 148 | Пописна домаћинства на челу са мушкарцима                                                        | 2524     |
| 149 | Пописна домаћинства на челу са женама                                                            | 1148     |
| 150 | Становништво у пописним домаћинствима                                                            | 14606    |
| 151 | Становништво у пописним домаћинствима на челу са мушкарцима                                      | 10266    |
| 152 | Становништво у пописним домаћинствима на челу са женама                                          | 4340     |
| 153 | Укупно домаћинстава                                                                              | 4450     |
| 154 | Укупно насељених домаћинстава                                                                    | 3672     |
| 155 | Укупно приватних кућа                                                                            | 4450     |
| 156 | Насељени приватни домови                                                                         | 3672     |
| 157 | Укупно насељених приватних кућа                                                                  | 3672     |
| 158 | Ненасељене приватне куће                                                                         | 654      |
| 159 | Појединачна домаћинства за привремену употребу                                                   | 124      |
| 160 | Становници у насељеним приватним кућама                                                          | 14606    |
| 161 | Насељеност станара у приватним становима                                                         | 3.98     |
| 162 | Просечно становника по соби у приватним насељеним домаћинствима                                  | 1.38     |
| 163 | Појединачна домаћинства са подовима од различитих материјала од земље                            | 3271     |
| 164 | Појединачна домаћинства у приземљу                                                               | 386      |
| 165 | Појединачна домаћинства са једном спаваћом собом                                                 | 1694     |
| 166 | Појединачна домаћинства са две спаваће собе и више                                               | 1960     |
| 167 | Појединачна домаћинства са једним собом                                                          | 639      |
| 168 | Појединачна домаћинства са две собе                                                              | 879      |
| 169 | Појединачна домаћинства са 3 собе и више                                                         | 2127     |
| 170 | Појединачна домаћинства која имају електрично светло                                             | 3619     |
| 171 | Појединачна домаћинства која немају електрично светло                                            | 34       |
| 172 | Појединачна домаћинства која имају водоводну воду у стамбеном простору                           | 2630     |
| 173 | Појединачна домаћинства која немају водоводну воду у стамбеном простору                          | 1023     |
| 174 | Појединачна домаћинства која имају тоалет                                                        | 3601     |
| 175 | Појединачна домаћинства која имају канализацију                                                  | 3573     |
| 176 | Појединачна домаћинства која немају канализацију                                                 | 79       |
| 177 | Појединачна домаћинства која имају електрично светло, довод воде из јавне мреже и канализацију   | 2605     |
| 178 | Појединачна домаћинства без икаквих услова                                                       | 107      |
| 179 | Појединачна домаћинства која имају радио                                                         | 2569     |
| 180 | Појединачна домаћинства која имају телевизор                                                     | 3315     |
| 181 | Појединачна домаћинства која имају фрижидер                                                      | 2860     |
| 182 | Појединачна домаћинства која имају машину за веш                                                 | 1479     |
| 183 | Појединачна домаћинства која имају аутомобил или комби                                           | 644      |
| 184 | Појединачна домаћинства која имају рачунар                                                       | 430      |
| 185 | Појединачна домаћинства која имају фиксну телефонску линију                                      | 596      |
| 186 | Појединачна домаћинства која имају мобилни телефон                                               | 2528     |
| 187 | Појединачна домаћинства која имају приступ интернету                                             | 256      |
| 188 | Величина локације                                                                                | 7        |